# Estrela d’Alva (Penacova)
Estrela D'Alva é uma aldeia da freguesia de São Pedro de Alva e São Paio de Mondego, concelho de Penacova e distrito de Coimbra.
O nome refere-se ao rio Alva.
Nesta aldeia fica situada a centenária fábrica Cerâmica Estrela D`Alva, fundada em 1904.
O IC6 passa junto à povoação.